# Node
A Node nevű death metal zenekar 1994-ben alakult meg Milánóban. Jelenleg a Punishment 18 Records kiadóhoz vannak iratkozva, de korábban a Lucretia Records, Scarlet Records, Massacre Records kiadók jelentették meg lemezeiket. Death/grindcore bandaként kezdték karrierjüket, ám az évek alatt áttértek a thrash/melodikus death metal stílusra.

## Tagok
- CN Sid - éneklés (2012-)
- Pietro "Peter" Battanta - dobok (2010-)
- Rudy Gonella Diaza - gitár (2012-)
- Giancarlo Mendo - gitár (2016-)
- Gabriele Ghezzi - gitár (2018-)
- Gary D'Eramo - gitár, éneklés (1995-1997, 1999-2018), basszusgitár (2018-)

## Diszkográfia

### Stúdióalbumok
- Technical Crime (1997)
- Sweatshops (2002)
- Das Kapital (2004)
- As God Kills (2006)
- In the End Everything is a Gag (2010)
- Cowards Empire (2016)

### EP-k
- Ask (1995)
- Sterilized (2000)

### Demók
- Grind Revolution in Mass Evolution (1994)
- Land of Nod (2000)